# Discovery en Español
Discovery en Español é a versão em espanhol do Discovery Channel. Ele é operado pela Discovery Latin America, na América Latina em Miami, Flórida, divisão da Warner Bros. Discovery.
Em fevereiro de 2015 cerca de 6.476.000 famílias americanas (5.6% de domicílios com televisão) recebiam o canal.